# Something in the Way
"Something in the Way" là một bài hát của ban nhạc rock Nirvana đến từ Mỹ. Đây là bài thứ 12 và là bài cuối cùng trong album Nevermind thực hiện năm 1991 (không tính đến bài hát ẩn của album, bài "Endless, Nameless").

## Ý nghĩa
Từ lâu người ta đã tin rằng "Something in the Way" được viết về thời gian mà tác giả của nó, Kurt Cobain, vẫn còn trẻ, đang vô gia cư và ngủ ở dưới gầm cầu Young Street ở thành phố Aberdeen, Washington vào buổi tối. Câu truyện này được Cobain phổ biến rộng rãi và đã bị phủ nhận vào năm 2001 với sự xuất bản của cuốn tiểu sử Heavier Than Heaven về Cobain do Charles R. Cross viết, nó đã chỉ ra rằng Cobain đã từng có thể bị thủy triều của sông Wishkah lên cuốn đi nếu anh cố gắng ngủ tại đó. Sự thật là Cobain đang ngủ ở đi văng nhà người bạn vì hành lang các căn hộ cũng như phòng đợi ở bệnh viện không cho phép anh ngủ tại đó.

## Thu âm

Kurt Cobain trong video bài hát

Theo nhà sản xuất Butch Vig của album Nevermind, Cobain ban đầu muốn thu âm "Something in the Way" với toàn bộ ban nhạc, nhưng lúc đầu mới thử cách này, Cobain tự ngồi xuống và chơi bài hát cho Vig xem, chỉ ra cho Vig rằng anh đã nghĩ âm thanh của bài hát phải như thế nào. Vig đã rất ấn tượng với cách Cobain chơi sô lô và hiệu chỉnh âm thanh bài hát và sau khi đã tắt điều hòa và điện thoại ở studio, ông đã cho bật microphone và thu âm bài hát theo đúng cách đó: Cobain hát và chơi ghi-ta. Điều này đã ghi điểm cho bài hát; tay trống Dave Grohl và tay chơi bass Krist Novoselic đã thêm phần của họ vào sau đó, mặc dù cả hai đã có một vài khó khăn với thời gian chạm chạp của bài hát. Novoselic cũng đã có rắc rối khi chỉnh bass của anh với ghi-ta của Cobain. Vào ngày cuối cùng của việc thu album Nevermind, Kirk Canning, một người bạn của ban nhạc, đã đến và hoàn thiện nốt bài hát với một ít phần nhạc chơi cello, mặc dù điều này cũng gặp khó khăn khi kết hợp với âm thanh ghi ta của Cobain.

## Phiên bản khác
Một phiên bản chơi ghi ta điện của bài hát "Something in the Way" được thu trực tiếp đã có trong album video gia đình, Live! Tonight! Sold Out!! phát hành năm 1994 của Nirvana. Bài hát đã được thu âm ở Osaka, Nhật Bản vào ngày 14 tháng 2 năm 1992.
Một phiên bản thu trực tiếp khác của ban nhạc cũng có trong album acoustic MTV Unplugged in New York phát hành năm 1994. Phiên bản này cũng được phát hành ở B-side trong đĩa đơn năm 1994 của bài hát "About a Girl" và ở phiên bản tiếng Nhật của album tổng hợp các bài hay nhất của ban nhạc phát hành năm 2002. Phiên bản này có sự tham gia của Pat Smear chơi ghi ta thứ hai và Lori Goldston chơi cello.

## Trong phim
Một phiên bản của "Something in the Way" đã được Jerry O'Connell hát (đóng vai ngôi sao bóng đá Frank Cushman) trong bộ phim của Cameron Crowe là Jerry Maguire sản xuất năm 1996. Phần thu âm thực sự của bài hát trong album Nevermind cũng được sử dụng trong bộ phim Jarhead của Sam Mendes sản xuất năm 2005.

## Các bản cover
"Something in the Way" đã được các nghệ sĩ sau thể hiện:
- Ban nhạc alternative rock Stereophonics đến từ Wales
- Nhạc sĩ hip hop Tricky của Anh
- Nhóm nhạc Trip Hop Olympia WA Still Coffin
- Ban nhạc hard rock/heavy metal Burning Brides của Mỹ
- Ban nhạc funk-rock Funky Chicken của Iceland
- Ban nhạc action rock Monty của Mỹ

## Thông tin thêm
- Xếp thứ 14 ở "Danh sách 20 bài hay nhất của Nirvana" của NME (2004)